# 涵芬楼书店

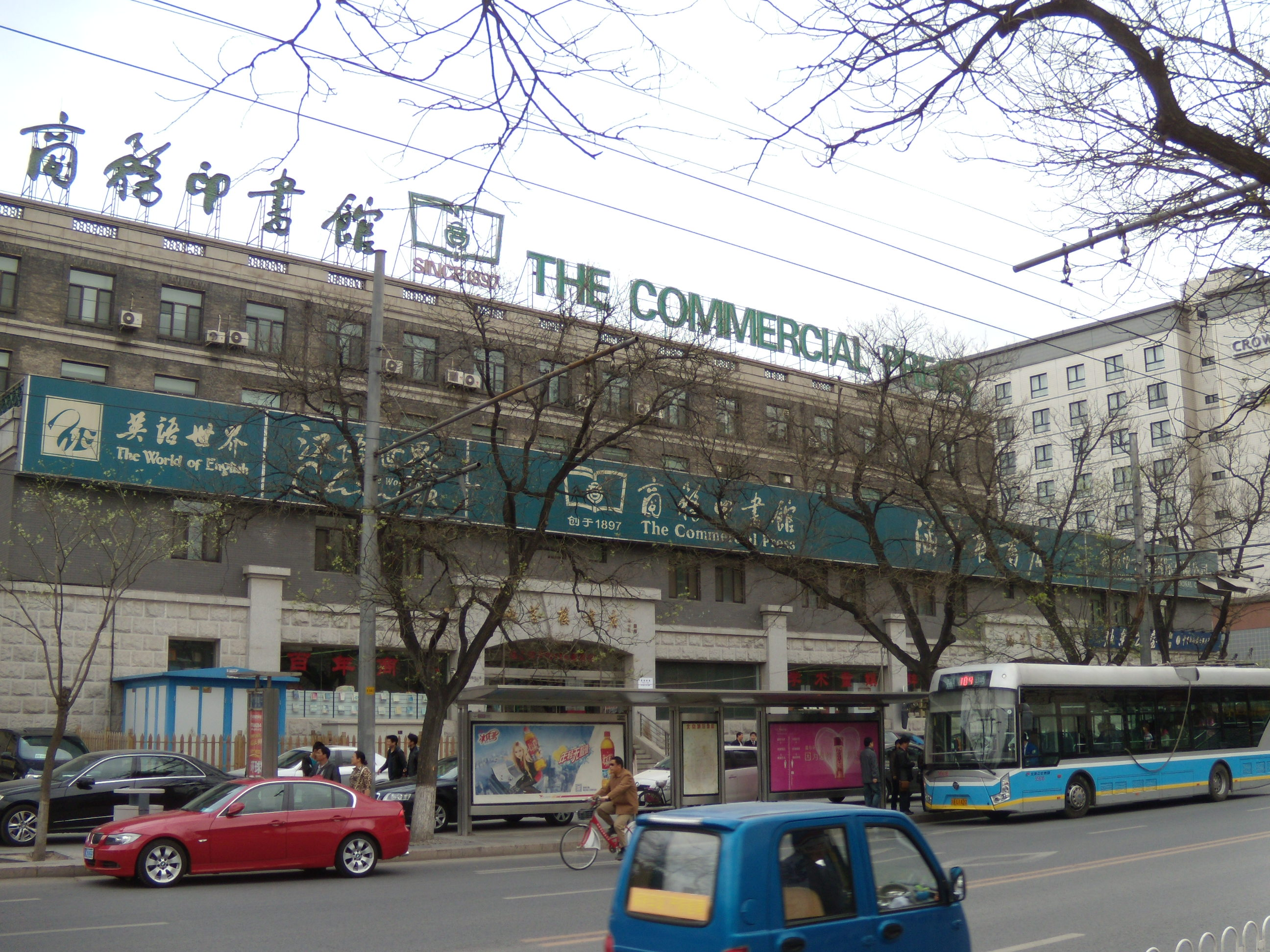
商务印书馆及涵芬楼书店

涵芬楼书店位于中国北京市东城区王府井大街36号，隶属商务印书馆。

## 简介
涵芬楼书店因商务印书馆上海时期的藏书楼“涵芬楼”而得名。该藏书楼最初于1904年由张元济创办。1909年，正式命名为“涵芬楼”。涵芬楼起初收集中国善本古籍，继而兼收中外图书。到1924年，涵芬楼的藏书已达463083卷，成为当时中国最大的藏书楼。其中，到1924年，涵芬楼藏有37000卷善本及珍贵抄本，其中包括十二卷《永乐大典》。涵芬楼还收藏了中国2641种地方志。涵芬楼收藏的外文书刊有数套欧洲科学杂志，全套的荷兰《通报》、英国《亚洲文会北中国支会会报》，后两种均由汉学家创办。涵芬楼还收藏了5000张照片、地图、绘画、图表。张元济乃决定将其改建为公共图书馆，向公众开放。商务印书馆董事会决议投资11万银元兴建一座五层大厦，定名“东方图书馆”，1926年建成开放。
涵芬楼书店的前身是商务印书馆读者服务部，2000年拆除。2003年，涵芬楼书店开业。涵芬楼书店店名牌匾由启功题写。书店位于原商务印书馆读者服务部所在地的灰白色小楼内，地下一层，地上两层，营业面积大约1500平方米。书店主要经营社会科学类、人文类读物，也有一些大众读物。商务印书馆的图书在这里均有销售，同时还有其他出版社的图书销售。
从地下一层到地上一层的夹层墙上，贴有清末民国时商务印书馆旧照：有上海江西路德昌里的商务印书馆初址，有1930年代上海商务印书馆全貌，有东方图书馆全景，有一·二八事变中遭日军轰炸被毁的东方图书馆废墟。组照上方题有“中国出版从这里开始”，两侧有张元济撰写的对联：“数百年旧家无非积德，第一件好事还是读书。”在地上一层与地上二层之间的夹层墙上，贴有商务印书馆历史上的重要人物肖像：有商务印书馆创办人夏瑞芳、张元济、鲍咸恩与鲍咸昌兄弟、高梦旦等人，有曾主编《自然界》的周建人、主编《小说月报》的茅盾与郑振铎、主编《东方杂志》的胡愈之，有曾任总经理的王云五，此外还有杜亚泉、陈云、叶圣陶、何炳松、陈叔通等人。肖像的两侧有对联： “涵宇内大智慧，与吾邦共芬芳。”地上二层的立柱上，挂有一些老照片，每张照片上方安有一盏小射灯。
涵芬楼书店南侧，与该书店同在一座楼内，有中华书局读者服务部灿然书屋。